# Związek gmin Krautheim
Związek gmin Krautheim – związek gmin (niem. Gemeindeverwaltungsverband) w Niemczech, w kraju związkowym Badenia-Wirtembergia, w rejencji Stuttgart, w regionie Heilbronn-Franken, w powiecie Hohenlohe. Siedziba związku znajduje się w mieście Krautheim, przewodniczącym jego jest Andreas Köhler.
Związek zrzesza jedną gminę miejską i dwie gminy wiejskie:
- Dörzbach, 2 424 mieszkańców, 32,36 km²
- Krautheim, miasto, 4 417 mieszkańców, 52,91 km²
- Mulfingen, 3 718 mieszkańców, 80,65 km²